# Neritina natalensis
Ốc ngựa vằn (Danh pháp khoa học: Neritina natalensis) là một loài ốc biển trong họ Neritidae, chúng có sọc trên vỏ như sọc của những con ngựa vằn. 

## Đặc điểm
Ốc ngựa vằn là loại vỏ cứng bằng đá vôi, tạo thành ống rỗng, cuộn vòng quanh một trục chính thành các vòng xoắn đặc trưng theo những quy tắc hình học chặt chẽ, thường theo chiều thuận. Hình thái cấu tạo vỏ rất đa dạng: kích thước miệng vỏ, hình dạng và kích thước tháp Ô là những đặc điểm quan trọng để định loại. Cơ thể mềm gồm ba phần: chân, thân và đầu có thể co vào giấu kín trong vỏ. Chân là một khối cơ lớn ở mặt bụng giúp Ô di chuyển, có hình dáng và cấu tạo thay đổi tuỳ theo môi trường sống.